# Breg (Ljubljana)
Breg (Uferdamm) ist der Name einer Straße am westlichen Ufer der Ljubljanica in der Altstadt von Ljubljana, der Hauptstadt von Slowenien.

## Geschichte
Die Straße ist bereits Anfang des 14. Jahrhunderts als Uferdamm (slowenisch Breg) bekannt.

## Lage
Die Straße verläuft von der Kreuzung Novi trg (Ljubljana) (Neumarkt) und Hribar-Damm nach Süden bis zur Zoisova cesta an der St.-Jakobs-Brücke.

## Abzweigende Straßen
Breg berührt folgende Straßen (von Nord nach Süd): Salendrova ulica und Deutschherrengasse.

## Bauwerke und Einrichtungen
- Institut de France[3]
- Zois-Palais
- Ivan-Hribar-Denkmal
- Jožef-Blaznik-Büste

## Denkmäler

### Ivan-Hribar-Denkmal

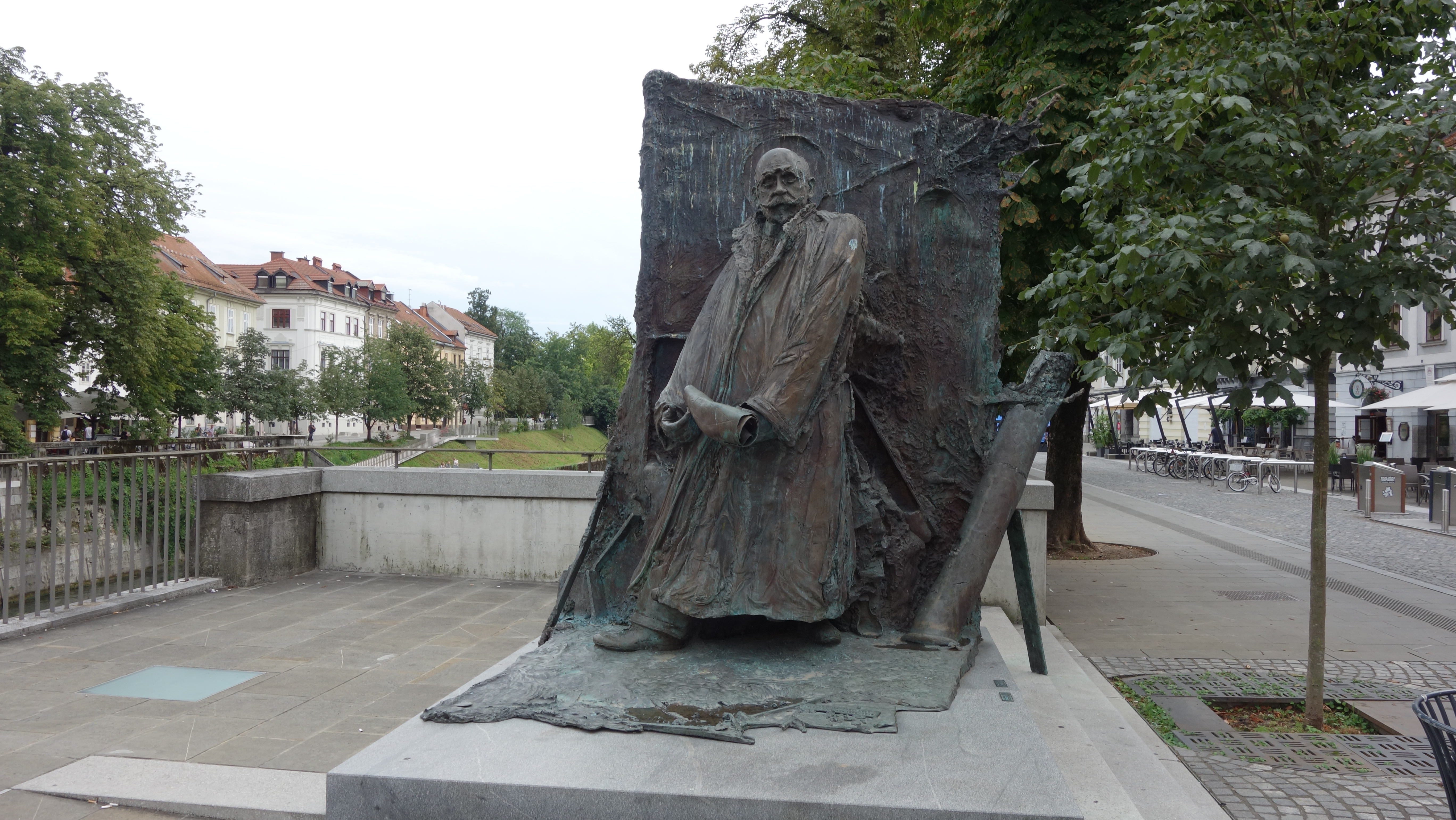
Ivan-Hribar-Denkmal

Das Ivan-Hribar-Denkmal (slowenisch Skulptura Ivana Hribarja) ist eine Bronzestatue des ehemaligen Bürgermeisters von Ljubljana, Ivan Hribar, aus dem Jahr 2010. Geschaffen wurde das Monument von dem in Ljubljana tätigen Künstler Mirsad Begić (geboren 1953 in Glamoč, Bosnien und Herzegowina).

### Jožef-Blaznik-Büste
Die Bronzebüste zur Erinnerung an den slowenischen Verleger und Drucker Jožef Blaznik (1800 bis 1872) ist an der Fassade vom Gebäude Breg Nr. 14 angebracht, in dem sich Blazniks Druckerei befand. Sie wurde von Stojan Batič geschaffen und 1983 enthüllt.